# 春木みさよ
春木 みさよ（はるき みさよ、1974年6月28日-）は、日本の女優。所属事務所はアルファーエージェンシー。1988年にデビュー。

## 出演

### NHK
- 純ちゃんの応援歌（1988年） - 興園寺綾（幼少期） 役 ※デビュー作
- 春よ、来い（1994年） - 村越ルリ 役
- ドラマ新銀河 ようこそ青春金物店（1996年2月19日 - 3月14日）- 加藤千鶴 役
- 天晴れ夜十郎（1996年） - お里 役
- 検事調書の余白（1997年）
- ほんまもん（2001 - 2002年） - 田渕（浅井）夕美 役
- R.P.G.〜作られた家族の秘密〜（2003年） - 渕上美紀恵 役
- ドラマ10いつか陽のあたる場所で（2013年） - 千里 役
- NHKスペシャル未解決事件（2013年） - 横地悦子 役
- 青春ブレークスルー第1回「29歳の大逆転・壇蜜」（2014年）
- さよなら私第1話（2014年10月）
- 64（ロクヨン）（2015年4月）
- 鴨川食堂（2016年） - 美月明日香の母 役

### 日本テレビ
- 恋の宝石箱（第1夜）シュプールは行方不明（1994年12月26日）- 恵 役
- 禁じられた遊び（1995年4月13日～6月29日）- 長沢由紀 役
- ストーカー 逃げきれぬ愛（1997年1月6日 - 3月10日）
- 火曜サスペンス劇場
  - 冬の駅（1999年3月2日）- 元・従業員 役
  - 監察医・室生亜季子（26）（1999年10月5日）- 柳井万里子 役
- 24時間テレビ28 愛は地球を救う 小さな運転士 最後の夢（2005年8月27日）- 看護婦 役
- 私たちはどうかしている（2020年）- 城島昭子 役

### TBS
- ドラマ30
  - 娘からの宿題（1993年8月）
  - 愛がほしい（1996年9月）
- 夢見る頃を過ぎても（1994年10月）
- 月曜ドラマスペシャル
  - パートタイマー刑事・月形兄妹の事件簿1「みちのく殺意の帰郷」（1998年8月3日）- 倉方美貴 役
  - 流れ星お銀!事件解決いたします（2000年6月19日）- 涼子 役
- 月曜ミステリー劇場
  - 湯の町コンサルタント3（2004年） - 田中江美 役
- 愛の劇場
  - たのしい幼稚園（2001年4月23日～7月20日）- 大島桃子 役
  - よい子の味方（2004年）- 五十嵐美香 役
- 美少女戦士セーラームーン 第2話（2003年）- アルトゼミナールの講師 役
- ウメ子（2005年12月）
- 松本清張生誕100年スペシャル・中央流沙（2009年12月14日）
- ランナウェイ〜愛する君のために第5話（2011年11月24日）- 竹内佳奈子 役
- 刑事のまなざし第6話（2013年11月11日、TBS） - 小田律子 役

### フジテレビ系
- お願いダーリン!（1993年2月）
- お願いデーモン!（1993年11月）
- 君といた夏（1994年7月4日～9月19日）- 尾崎容子 役
- 世にも奇妙な物語七夕の特別編（時の女神）（1994年7月）
- Sommelier ソムリエ第6話（1998年10月）
- ワンダフルライフ第5話（2004年5月11日）- 竜崎しのぶ 役
- 金曜エンタテイメント
  - 名司会者・寿鶴子 殺人スピーチ1（2005年） - 石橋志保 役
  - 奥様は警視総監1「元エリート警視総監の専業主婦が夫に内緒の現場復帰でこづかい稼ぎ!名推理と家族愛で無人屋上の看護師殺人トリックを見事解決…証明された夫婦の絆」（2006年7月21日）
- 金曜プレステージ
  - 山村美紗十三回忌追悼/新・祇園芸妓シリーズ3・京都花嫁衣装殺人事件（2008年2月8日）
  - 外科医 鳩村周五郎12（2014年2月7日）- 香織 役
- ラスト・フレンズ 11話「未来へ」（2008年6月19日）
- コード・ブルー -ドクターヘリ緊急救命-第5話・7話（2008年7月31日・8月14日）- 真壁朋子 役
- シバトラ 〜童顔刑事・柴田竹虎〜第7話（2008年8月19日）- 町田留美子 役
- ジョーカー 許されざる捜査官 第5話（2010年8月10日）- 幸田京香 役
- SP「革命前日」（2011年3月5日）- 石田光男の元妻 役
- 名前をなくした女神（2011年4月～6月）- 青木弥生 役
- 謎解きはディナーのあとで 第2話（2011年10月25日）- 藤代雅美 役
- リーガル・ハイ 第5話（2012年5月15日）- 吉岡めぐみ 役
- よろず占い処 陰陽屋へようこそ第1回（2013年10月）- 里見香名子 役
- 幽かな彼女 第2話（2013年4月16日）- 岡本美緒里 役
- 限界団地 第2話（2018年6月9日）- 田中郁美 役
- 青のSP―学校内警察・嶋田隆平―（2021年） - 真田泉美 役
- イチケイのカラス第9話（2021年5月31日、フジテレビ） - 高見梓 役
- ギフテッド (漫画)第4話（2023年9月2日、東海テレビ） - 東海テレビ×WOWOW共同製作

### テレビ朝日
- 風の刑事・東京発! 第4話「誤認捜査!?証言を拒む女」（1995年11月8日）
- 遠山の金さんVS女ねずみ 第4話「財産狙い!草笛を吹く若妻」（1997年2月22日）
- 土曜ワイド劇場
  - 松本清張スペシャル・黒い樹海（1997年11月29日）- 斉藤常子 役
  - 森村誠一の終着駅シリーズ（10）（1999年3月27日）
  - 行きずりの街（2000年9月23日）- 岸本江理 役
  - 完全犯罪の女（2）一発勝負!2001年、完全犯罪の女（2001年4月7日）
  - 松本清張没後10年企画 疑惑（2003年3月22日）- 渋谷律子 役
- ドラマランド11 大安吉日が永すぎて（1998年1月27日～3月3日、名古屋テレビ）
- ココだけの話 第1話「バブル」（2001年1月13日）
- はぐれ刑事純情派第15シリーズ 第12話「盗聴された女の秘密!? 復讐される家族!」（2002年）- 八木紘子 役
- ダムド・ファイル シーズンI file No.0012「病院」（2003年、名古屋テレビ）- 松本街子（主演） 役
- スカイハイ2 第八死「予言」（2004年3月12日）
- ラスト・プレゼント（2005年6月11日）- 坂本美由紀 役
- 相棒
  - season3 第10話「ゴースト」（2005年1月12日）- 肥田育恵 役
  - season13 第6話「ママ友」（2014年11月19日）- 勝瀬円香 役
  - season17 第12話「怖い家」（2019年1月23日）- 円山小枝 役
- 新・科捜研の女第7シリーズ 第7話（2006年）- 橋口礼美 役
- 妄想捜査〜桑潟幸一准教授のスタイリッシュな生活 第7話（2012年3月4日）- 飛田紀美子 役
- 遺留捜査 第2シリーズ 最終話（2012年9月6日）- 西田紀子 役
- 科捜研の女 第12シリーズ 第8話（2013年3月7日）- 安藤円佳 役
- 警部補 矢部謙三2 第1話（2013年7月5日）- 城山ミチル 役
- 警視庁捜査一課9係 season8 最終話（2013年9月11日）- 倉持千恵子 役
- 刑事7人 第8話（2015年9月2日）- 小林真奈 役
- ストレンジャー（2016年3月22日）- 小川裕子 役
- 警視庁・捜査一課長 第9話（2016年6月9日）- 宮下みゆき 役
- 日曜ワイド おかしな刑事16（2017年7月30日）- 山西沙織 役
- 特捜9 Season4 第8話（2021年5月26日） - 宮川雪 役
- ザ・トラベルナース（2022年） - 一村香澄 役

### テレビ東京
- マジすか学園2 第1話（2011年4月15日）- 看護師 役
- 警視庁ゼロ係〜生活安全課なんでも相談室〜SEASON4 第1話（2019年7月19日） - 笹本信子 役
- リーガル・ハート〜いのちの再建弁護士〜(2019年) 第4話
- ソロ活女子のススメシーズン1 第9話(2021年) 寿司屋女将 役

### 単発ドラマ
- 欲望だけが愛を殺す　Vol.1　天国の虹（2014年、WOWOW）
- 京都殺人調書（2012年9月8日）- 菊田由香 役
- 退職刑事の事件簿3 知床・忍路・殺人旅行（1995年9月）
- 北海道旅情サスペンス霧の大雪山殺人事件（1996年8月）
- 大阪社会部ひまダネ記者1（2003年6月）
- 湯の町コンサルタント琵琶湖真珠殺人事件（2004年8月）- 田中江美 役
- トカゲの女 警視庁特殊犯罪バイク班3（2017年）- 広瀬郁美 役

### 映画
- バカヤロー!V エッチで悪いか 第3話「天使たちのカタログ」（1994年、バンダイビジュアル）- レナ 役
- 棒の哀しみ（1994年、ヒーロー）- 洋子 役
- みんな〜やってるか!（1995年公開、日本ヘラルド映画）- 朝男の妹 役
- Zero WOMAN （1995年公開、ギャガ・コミュニケーションズ）- 福岡貴子 役
- 時の輝き（1995年公開、松竹）- 恭子 役
- イーストサイド・ワルツ 悦楽の園（Vシネマ、1996年、東映ビデオ）- 泉 役
- CURE（1997年公開）- 花岡とも子 役
- OPEN HOUSE（1997年公開）
- パラサイト・イブ（1997年公開、東宝）*
- 新・静かなるドン3（1998年）Vシネマ − 海腐彩子 役
- 生きない（1998年公開、日本ヘラルド映画） - 福田 役
- 催眠（1999年公開、東宝/TBS）
- 39 刑法第三十九条（1999年公開、松竹）- 畑田恵 役
- 稲川淳二の餌食（オリジナルビデオ、2000年、ベンテンエンタテインメント）
- チキン・ハート（2002年公開、バンダイビジュアル）- 美樹 役
- 命（2002年公開、東映）
- 阿修羅のごとく（2003年公開）
- メールで届いた物語（mail）（2005年公開、東映ビデオ）
- アオグラ（2006年公開）
- どろろ（2007年公開、東宝）- 子捨て村の住民 役
- 俺は、君のためにこそ死ににいく（2007年公開）- 知覧奉仕隊の引率教師 役
- 余命（2009年）
- パーマネント ランド（2012年）
- 臨場・劇場版（2012年）
- プラチナデータ （2013年）
- 寄生獣（2014年）
- 極道大戦争（2015年公開）- 長谷川信子 役
- おちをつけなんせ（2019年）[1]
- 高津川（2019年11月29日先行公開、2022年2月11日全国公開、ギグリーボックス）- 村上智子 役
- Ribbon（2022年2月25日公開）- いつかの母 役

### CM
- 富士通ゼネラル「ノクリア」(2008年)

### 舞台
- 星屑の町

- 一天地六